# ونکتپورم، بخش جایاشانکار
ونکتپورم، بخش جایاشانکار (به انگلیسی: Venkatapuram, Jayashankar district) یک منطقهٔ مسکونی در هند است که در آندرا پرادش واقع شده‌است.

## خصوصیات
ونکتپورم ۶۹ متر بالاتر از سطح دریا واقع شده‌است.